# Extra 200
El Extra EA 200 es una aeronave acrobática alemana

## Diseño
La aeronave se construyó con un fuselaje de acero 4130, y una combinación de fibra de vidrio y fibra de carbono.

## Especificaciones (EA 200)
Referencia datos: Manual Extra 200

### Características generales
- Tripulación: 1
- Capacidad: 1
- Longitud: 6,5 m (21,4 ft)
- Envergadura: 7,5 m (24,6 ft)
- Altura: 2,7 m (8,8 ft)
- Superficie alar: 10,4 m² (112,4 ft²)
- Perfil alar: MA 15 S (Raíz), MA 12 S (Punta).
- Peso vacío: 562 kg (1238,6 lb)
- Peso máximo al despegue: 840 kg (1851,4 lb)
- Planta motriz: 1× motor bóxer Lycoming AEIO-360-A1E.
  - Potencia: 149 kW (200 HP; 203 CV)
- Hélices: 1× Hélice tripala MT MTV 12-B-C/C183-17e de velocidad constante por motor.
- Diámetro de la hélice: 1,83 m

### Rendimiento
- Velocidad nunca excedida (Vne): 402 km/h (250 MPH; 217 kt)
- Velocidad máxima operativa (Vno): 285 km/h (177 MPH; 154 kt)
- Velocidad de entrada en pérdida (Vs): 109 km/h (68 MPH; 59 kt)
- Alcance: 682 km (368 nmi; 423 mi) a 610 m y 2300 rpm
- Techo de vuelo: 4573 m (15 003 ft)
- Régimen de ascenso: 11,4 m/s (2250 ft/min)
- Carga alar: 80,5 kg/m² (16,5 lb/ft²)